# ألفرد ديكين
ألفرد ديكين (بالإنجليزية: Alfred Deakin)‏ هو دبلوماسي وصحفي وشاعر وسياسي أسترالي، ولد في 3 أغسطس 1856 في ملبورن في أستراليا، وتوفي بنفس المكان في 7 أكتوبر 1919 بسبب مرض آلزهايمر. حزبياً، نشط في Protectionist Party ‏.

## السياسة الفيكتورية

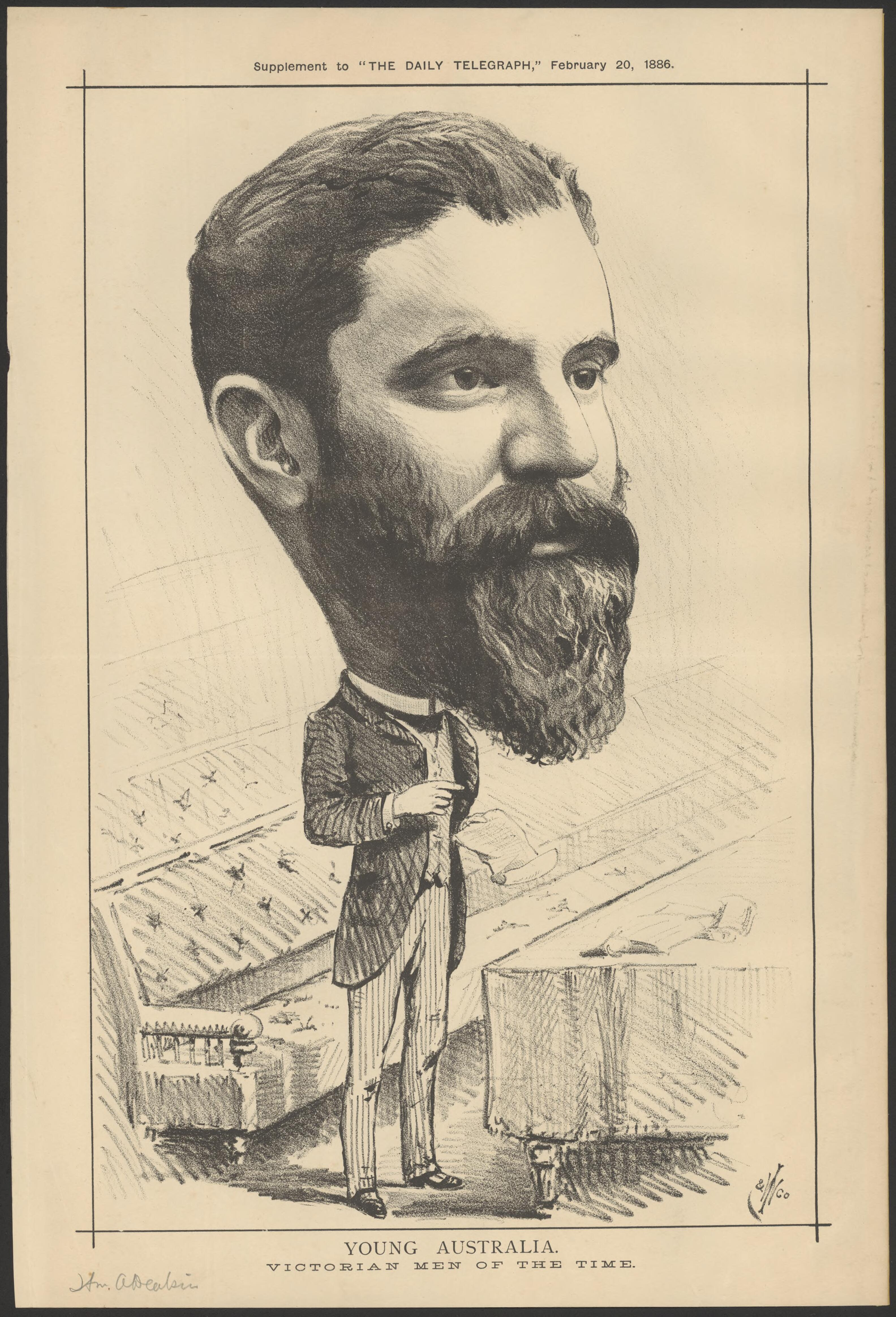
صورة كاريكاتورية لديكين عام 1886

في فبراير 1879، دافع ديكين عن مركز ويست بورك الريفي في الجمعية التشريعية الفيكتورية؛ إذ كان داعيًا لإصلاح المجلس التشريعي ومؤيدًا للتأمين الذي سيشجع التصنيع ولفرض الضرائب على الأراضي لتفكيك المزارع الكبيرة، وفي هذه القضية فاز بتسعة وسبعون صوت. حُرِم عدد من الناخبين من حق التصويت بسبب نقص أوراق التصويت، ولهذا استخدم خطابه الأول للإعلان عن استقالته. خسر في الانتخابات الفرعية اللاحقة بسبب 15 صوت. وعلى الرغم من خسارته المقعد بفارق ضئيل في الانتخابات العامة في فبراير 1880، لكنه فاز به في الانتخابات العامة المبكرة في يوليو 1880.عرض عليه رئيس الوزراء الراديكالي -غراهام بيري- منصب المدعي العام في أغسطس لكنه رفضه.
في عام 1882، تزوج ديكين من إليزابيث مارثا آن (باتي) براون، وهي ابنة رجل روحاني معروف. عاشا مع والدي ديكين حتى عام 1887، عندما انتقلا إلى لانارث في شارع والش جنوب يارا. حظي ديكين وزوجته بثلاث بنات: آيفي (مواليد 1883) وستيلا (مواليد 1886) وفيرا (مواليد 1891).
أصبح ديكين مفوضًا للأشغال العامة وإمدادات المياه في عام 1883، وفي العام التالي أصبح النائب العام ووزير الأشغال العامة. في عام 1885، ساعد ديكين في إقرار قانون المصانع والمحلات الرائد في المستعمرة، وهو قانون يُنظِّم ظروف العمل وساعاته. في ديسمبر 1884، ذهب ديكين إلى الولايات المتحدة للتحقيق في مسألة الري، وفي يونيو 1885، قدم تقريرًا حول الموضوع بعنوان «الري في أمريكا الغربية». وصف بيرسيفال سيرل التقرير بأنه عبارة عن قطعة رائعة من الملاحظات الدقيقة، وقال إن حكومة الولايات المتحدة أعادت طبعه على الفور. في يونيو 1886، قدم تشريعًا لتأميم حقوق المياه ودعم أعمال الري، وهو ما ساعد في تأسيس الري في أستراليا.
في عام 1885، أصبح ديكين الأمين والمفوض الرئيسي لإمدادات المياه. وفي عام 1890، أصبح وزير الصحة، وشغل لفترة وجيزة منصب النائب العام أيضًا. في عام 1887، قاد ديكين وفد فيكتوريا إلى المؤتمر الإمبراطوري في لندن، حيث دعا إلى تخفيض المدفوعات الاستعمارية للدفاع الذي قدمته البحرية البريطانية وإلى تحسين التشاور فيما يتعلق بهيبريدس الجديدة. في عام 1889، شغل مقعد ملبورن في دائرة إيسندون وفليمينجتون الانتخابية.
في عام 1890، سقطت الحكومة بسبب استخدامها الميليشيات لحماية العمال غير النقابيين أثناء الإضراب البحري. بالإضافة إلى ذلك، فقد ديكين ثروته وثروة والده في حادث الانهيار العقاري عام 1893، واضطر للعودة إلى المحاماة لاستعادة موارده المالية. في عام 1892، دافع دون جدوى عن القاتل الجماعي فريدريك بيلي ديمينغ، ودافع في محاكمة التشهير التي جرت في 1893- 1894 لديفيد سيمي.

### الطريق إلى الفيدرالية
بعد عام 1890، رفض ديكين جميع عروض المناصب الوزارية وكرس اهتمامه لحركة العمل من أجل الفيدرالية. كان مندوب فيكتوريا في المؤتمر الفيدرالي الأسترالي الذي عقده السير هنري باركس في ملبورن عام 1890. توصل المؤتمر إلى وجوب عقد اجتماع بين المستوطنات لصياغة دستور فيدرالي. كان مفاوضًا بارزًا في الاتفاقيات الفيدرالية التي جرت عام 1891 والتي أنتجت مسودة دستور ضمت معظم ما هو موجود في دستور أستراليا النهائي الذي صدر أخيرًا في عام 1900. عمل ديكين أيضًا كمندوب في المؤتمر الفيدرالي الأسترالي الثاني الذي افتُتِح في أديلايد في مارس 1897 وانتهى في ملبورن في يناير 1898. عارض ديكين الخطط المحافظة للانتخاب غير المباشر لأعضاء مجلس الشيوخ، وحاول إضعاف سلطات مجلس الشيوخ ونفوذه، وسعى لمنع قدرة المجلس على إبطال القوانين المالية، ودعم امتلاك الحكومة الفيدرالية سلطات ضريبية واسعة. في كثير من الأحيان، كان على ديكين التوفيق بين الاختلافات وإيجاد طرق للخروج من الصعوبات التي تبدو مستحيلة. سافر ديكين -بين هذه الاجتماعات وبعدها- عبر البلاد ليُخاطب في الاجتماعات العامة، كما كان مكلفًا من الغالبية العظمى في فيكتوريا في كل استفتاء عام.
في عام 1900، سافر ديكين إلى لندن مع إدموند بارتون وتشارلز كينجستون للإشراف على إقرار مشروع قانون الفيدرالية من خلال البرلمان الإمبراطوري، وشارك في المفاوضات مع جوزيف تشامبرلين -وزير المستوطنات- الذي أصر على حق الاستئناف من المحكمة العليا للمجلس الخاص. في النهاية، توصل المتفاوضون إلى حل وسط يمكن بموجبه إنهاء المسائل الدستورية (الداخلية) في المحكمة العليا، ولكن يمكن استئناف المسائل الأخرى أمام المجلس الخاص.
يعرّف ديكين عن نفسه بأنه بريطاني أسترالي مستقل يدعم تمتع أستراليا بالحكم الذاتي لكن مع موالاتها للإمبراطورية البريطانية. لم ير ديكين الاتحاد الفيدرالي كمؤشر على استقلال أستراليا عن بريطانيا. على العكس من ذلك، كان ديكين مؤيدًا لتشكيل علاقة أوثق بين البلدين؛ إذ كان رئيسًا للفرع الفيكتوري لرابطة الاتحاد الإمبراطوري، وهي ما كان يعتقد أنها نقطة انطلاق نحو وحدة عالمية أكثر روحانية.

## التكريم
رفض ديكين عمومًا التكريم خلال حياته. حصل لأول مرة على وسام الفروسية في المؤتمر الاستعماري عام 1887، وحينها كان يبلغ من العمر 30 عامًا، لكنه رفض قبوله. رفض ديكين عدة مناصب في المجلس الخاص في ثلاث مناسبات منفصلة -في 1900 و1907 و1913. كان سيُمنَح لقب فخامة المسؤول لو كان قد قبل بتلك المناصب. كان رفضه فرديًا وفريدًا حقًا بين السياسيين الأستراليين البارزين. باستثناء كريس واتسون، الذي لم يُعرض عليه التعيين مطلقًا، كان ديكين هو رئيس الوزراء الأسترالي الوحيد الذي لم يشغل منصب مستشار خاص إلى أن تقلد جوف ويتلام منصبه في السبعينيات. رفض ديكين قبول أي درجات فخرية عندما كان رئيسًا للوزراء، معتقدًا أنه لا ينبغي منح تلك الدرجات إلا بناءً على البراعة الأكاديمية. رفض درجة الدكتوراه الفخرية في القانون المدني من جامعة أكسفورد في عامي 1900 و1907، والدكتوراه الفخرية في القانون من جامعة كامبريدج في عام 1912. لم يقبل ديكين عمومًا مرتبة الشرف إلا عندما كان يعتقد أن ذلك سيعزز المصالح الأسترالية أو في حال كان الرفض سيعتبر إهانة. أثناء زيارته لإنجلترا كرئيس للوزراء في عام 1907، مُنِح لقب مواطن شرف عن مدينتي لندن وإدنبرة ومنصبًا فخريًا من غريز إن. كانت الدرجة الفخرية الوحيدة التي قبلها من جامعة كاليفورنيا في عام 1915، عندما كان يمثل أستراليا في معرض بنما والمحيط الهادئ الدولي.
منذ وفاة ديكين، سُمِّيَت عدة أماكن تيمنًا به تكريمًا له. تضم المؤسسات التعليمية التي تحمل اسمه ما يلي: جامعة ديكن في ملبورن ومدرسة ألفريد ديكين الثانوية في كانبرا وديكين هاوس في مدرسة ملبورن غرامر وقاعة ديكين في جامعة موناش. كان ديكنز رئيس الوزراء الوحيد الذي سُمِّيَت أحد الجامعات تيمنًا به، وذلك إلى جانب جون كيرتن فقط (جامعة كيرتن). من الأماكن الأخرى التي سميت باسم ديكين: ضاحية كانبيرا في ديكين وقسم ديكين في مجلس النواب الواقع في الضواحي الشرقية لملبورن. في عام 1969، كرمته هيئة البريد الأسترالي بإصدار طابع بريدي يحمل صورته. 

## مناصب
- انتخب عضو الجمعية التشريعية فيكتوريا عن دائرة Electoral district of Essendon and Flemington [الإنجليزية]‏ (أبريل 1889 – ).
- انتخب عضو الجمعية التشريعية فيكتوريا عن دائرة Electoral district of West Bourke [الإنجليزية]‏ (يوليو 1880 – مارس 1889).
- انتخب عضو الجمعية التشريعية فيكتوريا عن دائرة Electoral district of West Bourke [الإنجليزية]‏ (18 فبراير 1879 – 8 يوليو 1879).
- انتخب رئيس وزراء أستراليا (2 يونيو 1909 – 29 أبريل 1910).
- انتخب رئيس وزراء أستراليا (5 يوليو 1905 – 13 نوفمبر 1908).
- انتخب وزير الخارجية [الإنجليزية]‏ (5 يوليو 1905 – 13 نوفمبر 1908).
- انتخب عضو مجلس النواب الأسترالي عن دائرة Division of Ballarat [الإنجليزية]‏ (30 مارس 1901 – 23 أبريل 1913).
- انتخب المدعي العالم لأستراليا [الإنجليزية]‏ (1901 – 24 سبتمبر 1903).
- انتخب رئيس وزراء أستراليا (24 سبتمبر 1903 – 27 أبريل 1904).

## روابط خارجية
- ألفرد ديكين على موقع الموسوعة البريطانية (الإنجليزية)
- ألفرد ديكين على موقع إن إن دي بي (الإنجليزية)